# Luigi Greppi
Luigi Greppi (fl. XX secolo) è stato un calciatore italiano.

## Carriera
Nella stagione 1921-1922 ha giocato 5 partite nel campionato di Prima Categoria con la maglia del Torino, esordendo in massima serie il 30 ottobre 1921; è rimasto in rosa con i granata anche nella stagione successiva, nella quale è sceso in campo unicamente nella settima giornata di campionato, il 10 dicembre 1922, segnando anche il gol del definitivo 3-0 contro il Mantova.